# شعراء جملية
شعراء  جملية (الاسم العلمي:Hippobosca camelina) هو نوع من الحشرات يتبع جنس الشعراء من فصيلة الذباب الشعراوي.